# I Like It When You Sleep, for You Are So Beautiful Yet So Unaware of It
“I Like It When You Sleep, for You Are So Beautiful Yet So Unaware of It”은 잉글랜드의 록 밴드 The 1975의 두 번째 정규 음반으로, 2016년 2월 26일 더티 히트와 폴리도르를 통하여 발매하였다. 2014년, 프론트맨인 매튜 힐리는 트위터에 음반의 가사를 포함해 이상한 의미의 트윗을 게재하였으며, 그 다음해에 음반이 발매되었다. 이후 그들의 SNS 계정은 삭제되고, 2015년 9월 공식적으로 음반을 발매할 것이라고 발표하였다. 이후 ‘Love Me’가 리드 싱글로 발매되었다. 그리고 순차적으로 ‘Ugh!’, ‘Somebody Else’, ‘The Sound’, ‘A Change of Heart’가 발매되었고, 2016년 2월 29일에 음반이 발매되었다. 이후 당해 11월 ‘She's American’이 나왔으며, 이듬해 2월 초 음반의 마지막 싱글 ‘Loving Someone’이 발표되었다.
발매 후 음반은 음악 평단으로부터 긍정적인 반응을 받았다. 또한 피치포크, 롤링 스톤, 가디언을 초함한 일부 출판 매체에서는 2016년 올해의 음반 목록에 음반을 포함시켰다. 상업적으로는 영국과 미국 음반 차트에서 1위를 차지하고, 박스 세트는 2017년 그래미상에서 최우수 박스/스페셜 한정판 에디션 패키지 부문에 후보로 선정되는 등 성공을 거두었다.
일부 출판 매체에서는 2010년도 최고의 음반으로 포함시키기도 하였다. 뉴 뮤지컬 익스프레스에서는 2010년도 최고의 음반에서 “I Like It When You Sleep, for You Are So Beautiful yet So Unaware of It”를 6위로 선정하였다. 추가로, 스테레오검에서는 2010년대 최고의 음반 100장에서 61위로 선정하였으며, 피치포크는 동일한 주제로 음반을 161위에, 빌보드는 82위에 선정하였다.

## 배경
2013년, 밴드가 동명의 음반을 발매하고 난 뒤, 2015년은 대부분 다음 음반을 준비하는 데 사용하였다.
6월 1일, 팬과 미디어에서 밴드가 해체할 것이라는 추측이 많아지자 밴드의 공식 트위터 계정이 삭제되었다. 이튿날, 힐리는 계정을 다시 활성화하였으며, 트윗을 시작하였으나, 가사의 일부를 올리거나 만화책 콘셉트의 사진을 올리는 것은 중단되었다.

## 스타일
밴드는 디앤절로, 크리스티나 아길레라, 지미 잼, 테리 루이스, 로버타 플랙, 마이 블러디 밸런타인의 “Loveless”, 보즈 오브 캐나다, 킴 칸스, 스크리티 폴리티, 시규어 로스를 이번 음반에 영향을 끼친 것이라고 밝혔다. 장르로는 팝, 신스팝, 뉴 웨이브, 댄스팝, 댄스록, 인디 록, 재즈, 팝 펑크, 포스트 록, R&B, 솔 등이 사용되었다.

## 평가
| 전문가 평가          | 전문가 평가 |
| 총 점수              | 총 점수     |
| 출처                 | 점수        |
| -------------------- | ----------- |
| AnyDecentMusic?      | 6.8/10      |
| 메타크리틱           | 75/100      |
| 평가 점수            |             |
| 출처                 | 점수        |
| AllMusic             | [ 15 ]      |
| The A.V. Club        | B           |
| Entertainment Weekly | B+          |
| The Guardian         | [ 18 ]      |
| NME                  | 4/5         |
| Pitchfork            | 6.5/10      |
| Q                    | [ 21 ]      |
| Rolling Stone        | [ 22 ]      |
| Spin                 | 8/10        |
| The Times            | [ 24 ]      |

이 음반은 음악 평단으로부터 대부분 긍정적인 반응을 얻었다. 리뷰 애그리게이터 웹사이트 메타크리틱에서는 24개의 리뷰를 통해 100점 만점 중 75점이 나왔으며, AnyDecentMusic?에서는 10점 만점에 6.8점이 나왔다.

### 순위
| 매체                       | 순위 | 목록                                              |
| -------------------------- | ---- | ------------------------------------------------- |
| 얼터너티브 프레스          | 5    | The 30 Best Albums of 2016                        |
| 빌보드                     | 8    | The 50 Best Albums of 2016                        |
| 빌보드                     | 2    | The 10 Best Rock/Alternative Albums of 2016       |
| 빌보드                     | 82   | The 100 Greatest Albums of the 2010s: Staff Picks |
| 클래시                     | 7    | Clash Albums of the Year                          |
| 컴플렉스                   | 26   | The 50 Best Albums of 2016                        |
| 디퓨저                     | 17   | Top 40 Albums of 2016                             |
| 디지털 스파이              | 3    | The 20 Best Albums of 2016                        |
| DIY                        | *    | The 16 Albums That Shaped 2016                    |
| 드로운드 인 사운드         | 3    | Drowned In Sound's 16 Favourite Albums of 2016    |
| 엔터테인먼트 위클리        | 24   | EW's Best Albums of 2016                          |
| 기그와이즈                 | 17   | Gigwise's 51 Best Albums of 2016                  |
| 가디언                     | 24   | Best Albums of 2016                               |
| 아이돌레이터               | 6    | The 10 Best Albums of 2016                        |
| 인터내셔널 비지니스 타임스 | 3    | Best Albums of 2016                               |
| 로스앤젤레스 타임스        | 5    | The 10 Best Albums of 2016 Defined By Loss        |
| 맨이터                     | 1    | Top 10 Alternative Albums of 2016                 |
| 마셔블                     | 10   | Top 10 Albums of 2016                             |
| NME                        | 1    | NME's Albums of the Year 2016                     |
| NME                        | 6    | The Best Albums of The Decade: The 2010s          |
| NPR                        | 21   | The 50 Best Albums of 2016                        |
| 피치포크                   | 161  | The 200 Best Albums of the 2010s                  |
| 팝매터스                   | 2    | The Best Pop Albums of 2016                       |
| 팝매터스                   | 19   | The 70 Best Albums of 2016                        |
| Q                          | 9    | Q Magazine's 50 Best Albums of 2016               |
| 롤링 스톤                  | 18   | Top 50 Albums of 2016                             |
| 롤링 스톤                  | 1    | The 20 Best Pop Albums of 2016                    |
| 스키니                     | 21   | Top 50 Albums of 2016                             |
| 스핀                       | 5    | The 50 Best Albums of 2016                        |
| 스테레오검                 | 21   | The 50 Best Albums of 2016                        |
| 스테레오검                 | 61   | The 100 Best Albums Of The 2010s                  |
| 타임스                     | 9    | The Best Albums of 2016                           |
| 버라이언스                 | 10   | The 50 Best Albums of 2016                        |
| 바이스                     | 66   | The 100 Best Albums of 2016                       |

## 트랙 리스트
전체 작사·작곡: George Daniel, Adam Hann, Matty Healy, and Ross MacDonald
| #            | 제목                                                                        | 재생 시간 |
| ------------ | --------------------------------------------------------------------------- | --------- |
| 1.           | 〈The 1975〉                                                                | 1:23      |
| 2.           | 〈Love Me〉                                                                 | 3:42      |
| 3.           | 〈Ugh!〉                                                                    | 3:00      |
| 4.           | 〈A Change of Heart〉                                                       | 4:43      |
| 5.           | 〈She's American〉                                                          | 4:30      |
| 6.           | 〈If I Believe You〉                                                        | 6:20      |
| 7.           | 〈Please Be Naked〉                                                         | 4:25      |
| 8.           | 〈Lostmyhead〉                                                              | 5:19      |
| 9.           | 〈The Ballad of Me and My Brain〉                                           | 2:51      |
| 10.          | 〈Somebody Else〉                                                           | 5:47      |
| 11.          | 〈Loving Someone〉                                                          | 4:20      |
| 12.          | 〈I Like It When You Sleep, for You Are So Beautiful yet So Unaware of It〉 | 6:26      |
| 13.          | 〈The Sound〉                                                               | 4:08      |
| 14.          | 〈This Must Be My Dream〉                                                   | 4:12      |
| 15.          | 〈Paris〉                                                                   | 4:53      |
| 16.          | 〈Nana〉                                                                    | 3:58      |
| 17.          | 〈She Lays Down〉                                                           | 3:58      |
| 총 재생 시간 | 총 재생 시간                                                                | 73:55     |

| #            | 제목                         | 재생 시간 |
| ------------ | ---------------------------- | --------- |
| 18.          | 〈A Change of Heart〉 (demo) | 4:42      |
| 19.          | 〈How to Draw〉              | 4:03      |
| 총 재생 시간 | 총 재생 시간                 | 82:40     |

## 차트
| 차트 (2016)                          | 최고 순위 |
| ------------------------------------ | --------- |
| 오스트레일리아 앨범 (ARIA)           | 1         |
| 오스트리아 앨범 (Ö3 오스트리아)      | 10        |
| 벨기에 앨범 (울트라탑 플랑드르)      | 14        |
| 벨기에 앨범 (울트라탑 왈로니아)      | 62        |
| 캐나디안 앨범 (《빌보드》)           | 1         |
| 체코 앨범 (ČNS IFPI)                 | 30        |
| 덴마크 앨범 (히트리스트)             | 31        |
| 네덜란드 앨범 (메하하르츠)           | 19        |
| 프랑스 음반 차트 (SNEP)              | 87        |
| 독일 앨범 (Offizielle 탑 100)        | 28        |
| 헝가리 앨범 (MAHASZ)                 | 39        |
| 아일랜드 앨범 (IRMA)                 | 3         |
| 이탈리아 앨범 (FIMI)                 | 21        |
| 일본 앨범 (오리콘)                   | 28        |
| 뉴질랜드 앨범 (레코디드 뮤직 NZ)     | 1         |
| 노르웨이 앨범 (VG-리스타)            | 9         |
| 포르투갈 앨범 (AFP)                  | 15        |
| 스코틀랜드 앨범 (OCC)                | 1         |
| 스페인 앨범 (PROMUSICAE)             | 23        |
| 스웨덴 앨범 (스베리예토프리스탄)     | 15        |
| 스위스 앨범 (슈바이처 히트파라데)    | 19        |
| 영국 음반 (OCC)                      | 1         |
| 미국 빌보드 200                      | 1         |
| 미국 탑 얼터너티브 앨범 (《빌보드》) | 1         |
| 미국 탑 록 앨범 (《빌보드》)         | 1         |

| 차트 (2016)                           | 순위 |
| ------------------------------------- | ---- |
| 오스트레일리아 음반 차트 (ARIA)       | 57   |
| 영국 음반 차트 (OCC)                  | 25   |
| 미국 빌보드 200                       | 99   |
| 미국 톱 얼터너티브 음반 차트 (빌보드) | 14   |
| 미국 톱 록 음반 차트 (빌보드)         | 13   |

| 차트 (2017)                   | 순위 |
| ----------------------------- | ---- |
| 영국 음반 차트 (OCC)          | 91   |
| 미국 톱 록 음반 차트 (빌보드) | 65   |

## 인증
| 국가                               | 인증     | 판매량/출하량 |
| ---------------------------------- | -------- | ------------- |
| 영국 (BPI)                         | 플래티넘 | 300,000       |
| 미국 (RIAA)                        | 골드     | 500,000       |
| 판매량+스트리밍을 기반으로 한 인증 |          |               |